# Setianegara
Setianegara is een bestuurslaag in het regentschap Kuningan van de provincie West-Java, Indonesië. Setianegara telt 3559 inwoners (volkstelling 2010).